# Tagbu Nyasig
Tagbu Nyasig (em tibetano: གནམ་རི་སྲོང་བཙན; Wylie: Stag-bu Snya-gzigs, chines: 达布宁塞),  também grafado, Takri Nyenzig (Wylie: sTag-ri gNyan-gzigs)  foi o 31º Rei de Bod (Tibete) de acordo com a tradição lendária tibetana. 

## Vida
Os Annais Tibetanos afirmam que seu pai Drongnyen Deu era casado com uma mulher extraordinariamente bonita, que veio da região de Kongpo (localizada na atual Nyingchi, sudeste do Tibete). Quando sua mãe lhe deu a luz Tagbu Nyasig nasceu cego. Os médicos finalmente conseguiram operar o menino e fazê-lo enxergar novamente. O rei então teve uma visão (sig) de um antílope (nya) no Mosteiro de Takshang (Tagbu) e por isso seu filho passou a se chamar Tagbu Nyasig. Logo após o rei se aposentou e foi para seu mausoléu com sua eterna e bela esposa para passar o resto de suas vidas lá.
Tagbu Nyasig pertencia à dinastia Yarlung que dominava a área do vale do Rio Bramaputra, chamado Yarlung Tsangpo no sul do Tibete,  na primeira metade do século VI. Tagbu, que tinha sua capital  em phying-ba stag-rtse (Chingba), iniciou a unificação das tribos dispersas da região que começaram a se submeter ao seu controle central, subjugando doze rgyal phran (principados feudais).
A Antiga Crônica Tibetana afirma que o principal rival de Tagbu Nyasig era o reino de Ngas-po, localizado ao norte do Vale de Yarlung, controlado pelo rei Zinpoje, um vassalo do império de Zhangzhung. Este reino obteve uma certa supremacia sobre os outros através de conquistas e anexações de áreas de clãs vizinhos.
Dois ex-ministro de Zinpoje passaram sua lealdade a Tagbu Nyasig, e passaram a articular um complô para depor Zinpoje. Tagbu hesitou a princípio em tomar parte da contenda porque sua irmã era casada com Zingpoje; além disso uma de suas esposas aparentemente era parente dele, mas por fim concordou em participar. Neste ponto as versões das fontes se diferenciam: enquanto a Antiga Crônica Tibetana afirma sem mais detalhes que Tagbu Nyasig foi morto em decorrência do complô; já o Pelliot Tibetain 1144, afirma que foi capturado por Olgod. Senhor de Yarbrog e foi entregue a Kludur, rei de Lhobrag, que o aprisionou. Um texto Bön chamado Rgyal-rabs Bon-gyi byung gnas afirma que Tagbu Nyasig entrou em guerra contra Zinpoje, mas foi derrotado e preso. O sacerdote Bon-po de Tagbu, Skugshen Khrinekhod o resgatou com seus poderes mágicos.
Os conspiradores não se intimidaram com a morte de Tagbu Nyasig e fizeram um juramento de fidelidade a seus dois filhos, Namri Songtsen e Slonkol, vários outros membros dos clãs Myang, Tshes-pong e Dba também aderiram ao juramento. Um plano de campanha foi feito e Namri Songtsen partiu à frente de um exército de dez mil homens enquanto seu irmão mais novo ficava com a rainha-mãe.
A campanha contra Zingpoje atingiu seu clímax o castelo de Yusna foi capturado através do represamento de um rio em Klum para que as defesas fossem inundadas. Zingpoje foi assim destruído e Namri Songtsen anexou seus territórios e foi nomeado Tsanpo e os seus companheiros no complô tornaram-se conselheiros do rei.